# Douglas Cochrane, XII conte di Dundonald
Douglas Mackinnon Baillie Hamilton Cochrane, XII conte di Dundonald (Banff, 29 ottobre 1852 – Wimbledon, 12 aprile 1935) è stato un generale britannico.

## Biografia
Cochrane era figlio di Thomas Cochrane, XI conte di Dundonald e di Louisa Harriet MacKinnon; suo nonno era il celebre Thomas Cochrane, X conte di Dundonald; apparteneva ad una nobile famiglia scozzese. Frequentò l'Eton College.

## Carriera
Fu commissionato nelle Life Guards nel 1870; partecipò alla spedizione del Nilo guidata da Garnet Wolsey per salvare Gordon assediato a Khartoum dai madhisti, e alla battaglia di Khartoum del 1885. Nel 1895 divenne colonnello del 2nd Regiment of Life Guards.
Partecipò alla Seconda guerra anglo-boera come comandante della Mounted Brigade nel Natal Maridionale; ebbe una parte molto importante nella battaglia di Ladysmith quando le truppe inglesi guidate dal generale George Stuart White batterono i boeri (numericamente superiori) di Joubert, Botha e de Wet.
Nel 1902 divenne Comandante della Milizia del Canada.
Durante la prima guerra mondiale fu un funzionario dell'Ammiragliato e partecipò alla direzione e al reclutamento delle forze canadesi che dovevano essere mandate di rinforzo alle truppe britanniche in Francia.

## Matrimonio
Sposò, il 18 settembre 1878, Winifred Bamford-Hesketh (?-17 gennaio 1924), figlia di Robert Bamford-Hesketh. Ebbero cinque figli:
- Lady Marjorie Gwendoline Elsie Cochrane, sposò Owsley Rowley, ebbero due figli;
- Lady Grizel Winifred Louisa Cochrane (14 maggio 1880-5 dicembre 1976), sposò Ralph Hamilton, non ebbero figli;
- Thomas Cochrane, XIII conte di Dundonald (21 febbraio 1886-23 maggio 1958);
- Lady Jean Alice Elaine Cochrane (1887-5 gennaio 1955), sposò Herbert Hervey, V marchese di Bristol, ebbero un figlio;
- Douglas Robert Hesketh Roger Cochrane (24 giugno 1893-19 maggio 1942), sposò Enid Marion Davis, ebbero tre figli.

## Morte
Morì il 12 aprile 1935 e fu sepolto ad Achnaba Churchyard, ad Ardchattan vicino a Benderloch. Il Dundonald Park ad Ottawa è a lui intitolato.